# Luis Casado Escudero
Luis Casado Escudero (Vigo, 27 de septiembre de 1897-Melilla, 23 de julio de 1936), conocido como el capitán Casado, fue un militar español, único oficial superviviviente de la batalla de Igueriben, en el desastre de Annual (1921). En julio de 1936 fue fusilado en Melilla por las tropas del general Franco, por mantener su lealtad al Gobierno republicano al comienzo de la guerra civil.

## Trayectoria
Nacido en Vigo (Pontevedra) el 27 de septiembre de 1897, era hijo de Pedro Casado y Adelina Escudero. En septiembre de 1916 ingresó como alumno en la Academia de Infantería de Toledo. En su hoja de servicios destacan su aplicación y capacidad, así como sus conocimientos de inglés y francés. Destinado inicialmente en el Regimiento Toledo núm. 35, de guarnición en Zamora, en septiembre de 1920 fue trasladado a la Policía Indígena de Ceuta, asignándosele al puesto de Uad Lau, pasando en febrero de 1921 a ocupar vacante en el Regimiento de Infantería Ceriñola núm 42, de guarnición en Melilla.

## Batalla de Igueriben
Durante la guerra del Rif, desde el 7 de junio de 1921 el teniente Casado se encontraba con su compañía de guarnición en la posición de Igueriben. Igueriben era la punta de lanza del temerario plan del general Manuel Fernández Silvestre para asegurar el control del protectorado español en Marruecos. Decidido a avanzar hasta Alhucemas, Silvestre infravaloró el peligro que representaban las cabilas rifeñas, bajo el mando de Abd el-Krim. 
La posición avanzada de Igueriben estaba defendida por el comandante Julio Benítez Benítez y 350 hombres. El 14 de julio Abd el-Krim inició su ataque y a partir de ese día los rifeños bloquearon la posición. El día 17 se logró introducir el último convoy, pero ese mismo día la situación empeoró para los defensores porque los artilleros rifeños iban afinando y los obuses comenzaban a caer dentro de la posición. La guarnición se defendía valerosamente,  pero lo peor era la ausencia de agua porque el pozo más cercano quedaba a varios kilómetros y el asedio impedía abandonar la posición para hacer la aguada. La única esperanza era que desde Annual el general Silvestre lograse romper el cerco y les auxiliase, pero los defensores esperaron en vano porque Silvestre sufría sus propios problemas en Annual y no conseguía acercarse a socorrer Igueriben. El día 21, ante la incapacidad de las fuerzas de Annual de forzar el paso, el jefe de la posición recibió la orden de destruir todo el material y tratar de unirse a las fuerzas del general Silvestre.
En un desesperado intento, solo unos pocos soldados lograron escapar. El resto quedaron muertos o heridos en las inmediaciones de la posición. De los oficiales, solo el teniente Casado, aunque herido, sobrevivió. Junto a él, los rifeños tomaron prisioneros a tres soldados de la guarnición.

## Cautiverio
Los rifeños trasladaron al teniente casado a Axdir junto con otros oficiales capturados en los días sucesivos a la evacuación de Annual. Casado estuvo dieciocho meses en duro cautiverio, sometido a humillaciones y privaciones.

## Liberación
El 23 de enero de 1923 los cautivos de Axdir fueron liberados, gracias al pago del rescate exigido por Abd el-Krim, y embarcados en el buque Antonio López. Al llegar a Melilla, Casado elevó al coronel de su regimiento el parte de lo que había sucedido,entre los días 7 de junio y 21 de julio de 1921, en Igueriben. Respecto del comandante Benítez, fallecido en la refriega, el teniente Casado Escudero, refirió que «el comandante dirigió sin descanso la defensa (…), elevando la moral y su figura era admirada por todos los defensores, que desde el primer momento depositaron en él fe ciega por su bizarría».

## Propuesta de condecoraciones
Casado solicitó que se le concediese la Medalla de Sufrimientos por la Patria, fundando la petición en las heridas sufridas en Igueriben. Al mismo tiempo, el jefe de su regimiento le propuso para la concesión de la Medalla Militar, petición que sería reforzada por una solicitud del pleno del Ayuntamiento de Zamora de 2 de marzo de 1923. El teniente Casado, aunque nacido en Vigo, tenía una fuerte relación con Zamora, de donde era natural Serafina Méndez Hernández, con quien se casaría en diciembre de 1924. En marzo de 1923 el comandante general de Melilla inició el expediente contradictorio para la concesión de la Cruz Laureada de San Fernando al teniente Casado. Pero todas las solicitudes de condecoraciones fueron desestimadas.
En el expediente del juicio contradictorio para la concesión de la Cruz Laureada se cuestionó lo narrado por Casado sobre su actuación en Igueriben y la petición fue rechazada.

## Destinos posteriores
Casado abandonó Melilla para volver a su antiguo Regimiento Toledo núm. 35 en Zamora. Allí permaneció destinado desde septiembre de 1924 a septiembre de 1929, ascendiendo a capitán en 1926. En mayo de 1933 fue destinado de nuevo a África.

## Fusilamiento
En abril de 1931 firmó el juramento de fidelidad a la República. Casado fue uno de los más activos militantes de la Unión Militar Republicana Antifascista (UMRA) de Melilla y con anterioridad al 17 de julio de 1936 tuvo reuniones con clases y tropas de ideología republicana y elementos izquierdistas. De estas reuniones tenían informes los mandos sublevados. Detenido Casado el mismo 17 de julio de 1936 fue condenado, sin juicio, a la pena capital. Fue fusilado el 23 de julio de 1936. Paradójicamente, fueron sus compañeros del Ejército cuyo prestigio contribuyó a defender con su sangre en Igueriben, los que lograron lo que no pudo el enemigo en el combate, acabar con su vida. La noche antes de su ejecución escribió una carta a sus familiares: «Nunca se avergüencen de mí», les pedía.

## Revisión de la condena
La Sala de lo Militar del Tribunal Supremo, en un auto de 9 de julio de 2007, consideró que el acta por el que se ordenó el fusilamiento del capitán Casado "no puede ser tenida en ningún caso como resolución judicial y, menos aún, como sentencia firme", sino como "la constatación escrita de una actuación realizada al margen de cualquier procedimiento judicial previsto en la legislación vigente". La muerte de Casado se produjo, por tanto, según el Tribunal "al margen de cualquier actuación judicial, siendo provocada por quienes, sin tener legitimación alguna para acordarla y fuera de cualquier procedimiento legal, incurrieron en una conducta ética y jurídicamente reprobable".
Por ello, no responde a la realidad señalar que la Sala de lo Militar del Tribunal Supremo se negó a revisar la sentencia condenatoria del Capitán Casado ya que, en realidad, la resolución del Tribunal Supremo lo que establece es que no hay ninguna sentencia que revisar porque Casado y sus compañeros (el capitán de aviación Virgilio Leret, el capitán del Regimiento de Cazadores núm. 7 Joaquín Fernández Gálvez y el alférez de intendencia Armando González Corral, entre otros) no fueron ejecutados, sino asesinados, pues su fusilamiento no estaba amparado por juicio alguno.
Según el referido auto el fusilamiento del capitán Casado se acordó en una "reunión, celebrada en Melilla el 23 de julio de 1936 en el despacho del Jefe de la Circunscripción Oriental, de catorce Jefes militares y en la que, después de manifestarse por los reunidos que lo hacen con la finalidad de "juzgar la acción antipatriótica, antimilitar y disolvente ejercida por el Capitán de Infantería D. Luis Casado , tanto con anterioridad como con posterioridad al momento histórico del diecisiete del actual", y "previa lectura y estudio minucioso de los antecedentes e informaciones instruidas a tal fin", acuerdan por unanimidad —sin llegar a concretar la imputación de delito alguno— que "dada la gravedad de los cargos que se le prueban, sea pasado por las armas, para ejemplaridad y castigo de su desleal conducta", sobre la base atribuir al citado Capitán determinadas ideas políticas y diversas actuaciones en contra del levantamiento militar que se produjo en la Ciudad de Melilla el 17 de julio de 1936 y que, en cualquier caso, fueron negadas además por el oficial, final y desgraciadamente ejecutado".